# Mr. Villain’s Day Off
Mr. Villain's Day Off (jap. 休日のわるものさん Kyūjitsu no Warumono-san) ist eine Manga-Serie von Yuu Morikawa, die in Japan seit 2018 erscheint. Sie wurde als Anime adaptiert und wurde in mehrere Sprachen übersetzt.

## Inhalt
Außerirdische wurden auf die Erde gesandt, um sie zu erobern und die Menschheit zu vernichten. Ihre Einheit in Japan wird angeführt von einem Mitglied, das nur General genannt wird. Er ist dafür bekannt, grausam zu kämpfen. Seine freien Tage aber sind ihm wichtig. An ihnen lässt er alle Verpflichtungen der Arbeit hinter sich und widmet sich ganz seinen persönlichen Leidenschaften: Pandas und irdische Speisen. Nicht lange nachdem er auf die Erde kam, lernte er die Tiere kennen und besucht seither in seiner Freizeit regelmäßig den Ueno-Zoo. Kontakt mit Kollegen meidet er dagegen in seiner Freizeit, auch wenn er sie gelegentlich durch Zufall trifft. Und auch seinen Gegnern, den Rangern, läuft er immer wieder über den Weg, vor allem Akatsuki Red. Doch der General lehnt es ab, in seiner Freizeit zu kämpfen und zeigt sich dem im Alltag oft überforderten Red meist sogar hilfsbereit. Mit der Zeit bemerken er und seine Kameraden, dass der General zumindest an seinen freien Tagen keine Gefahr darstellt. Und auch auf der Arbeit achtet der General darauf, dass seine Untergebenen eine gute Arbeitsumgebung haben und sich ausreichend erholen, schließlich sollen sie für die Eroberung der Erde bei Kräften bleiben. Sein Gehilfe Rooney macht dabei gerne mit und gemeinsam ahmen sie irdische beziehungsweise japanische Bräuche nach. Trigger, der sich als der Rivale des Generals versteht, ist dagegen eher irritiert von den unerwartet friedlichen Seiten des Kriegers.

## Veröffentlichung
Der Manga wurde von Yuu Morikawa zunächst auf der Plattform Pixiv veröffentlicht, ehe der Verlag Square Enix die Serie ab Dezember 2018 auch im Magazin Gangan Pixiv veröffentlichte. Gesammelt erschienen die Kapitel bisher in sieben Bänden (Stand: März 2025). Auf Englisch wurde die Serie über die Plattform Manga Up! veröffentlicht, auf Italienisch bei J-Pop und auf Polnisch bei Studio JG. Seit Februar 2025 erscheint beim Verlag Tokyopop auch eine deutsche Übersetzung in bisher drei Bänden (Stand August 2025).

## Animeserie
Bei den Studios Shin-Ei Animation und SynergySP entstand eine Umsetzung des Mangas als Anime für das japanische Fernsehen. Regie führte Yoshinori Odaka und die Drehbücher schrieb Midori Gotou. Die künstlerische Leitung lag bei Hiroki Matsumoto und Hisae Arimoto, während das Charakterdesign von Tomomi Shimazaki adaptiert wurde. Die Kameraführung lag bei Shinichirō Nagano und für den Ton war Hiroshi Yamamoto verantwortlich.
Im Februar 2023 wurde der Anime erstmals angekündigt. Die zwölf Folgen mit je 23 Minuten Laufzeit wurden vom 7. Januar bis 25. März 2024 von den Sendern TV Tokyo, TV Ōsaka, BS NTV und AT-X in Japan gezeigt. Parallel dazu wurde die Serie von Crunchyroll und Amazon Video unter dem Titel Mr. Villain's Day Off international veröffentlicht, unter anderem mit deutschen und englischen Untertiteln.

### Synchronisation
| Rolle                        | japanische Stimme (Seiyū) |
| ---------------------------- | ------------------------- |
| General                      | Shintarō Asanuma          |
| Rooney                       | Sōma Saitō                |
| Trigger                      | Yūichi Nakamura           |
| Akatsuki Red                 | Hiiro Ishibashi           |
| Shinonome Pink               | Ai Kakuma                 |
| Reimei Green (Mugi und Sora) | Hibiku Yamamura           |
| Sōten Blue                   | Takuya Eguchi             |
| Yoiyami Black                | Yūichirō Umehara          |

### Musik
Die Musik der Serie wurde komponiert von Nobuaki Nobusawa. Der Vorspann ist unterlegt mit dem Lied Yūho von Ivudot und das Abspannlied ist Kyūsoku Jūden von Glasgow.